# 蒂蒙·韋倫羅伊特
蒂蒙·亚尼斯·韋倫羅伊特（德語：Timon Janis Wellenreuther；1995年12月3日—）是一位德國足球運動員，在場上的位置是守門員。現時効力荷甲球隊飛燕諾。他的父親是一位政治家，並且是卡爾斯魯厄足球俱樂部的主席。

## 球會生涯
韋倫羅伊特在2013年加入卡尔斯鲁厄，2014年夏天轉投沙尔克04。之後他成為了一隊的三號守門員，並在2015年2月3日作客對拜仁慕尼黑時，在半場替換法比安·吉費爾上場，最終以1-1完場取得寶貴的1分。2月18日的歐冠主場對皇家馬德里的比賽以先發身份上場，最終以2-0不敵對手。
2015年6月24日，他被外借到西乙球會皇家馬略卡整季以獲得比賽機會。
2017年5月23日2017年夏天轉投威廉二世足球俱樂部。

## 國家隊生涯
2015年3月韋倫羅伊特首次被德國U20徵召參賽，同年4月21日首次為國上場參加對阵意大利的友誼賽，以1-2戰敗收場。